# Nellie Yu Roung Ling
Dans ce nom, le nom de famille, Yu, précède le nom personnel.
Nellie Yu Roung Ling, également orthographié Nelly, née en 1889 à Tientsin et morte le 16 janvier 1973 à Pékin, est une danseuse considérée comme « la première danseuse moderne de Chine ». Bien qu'elle ne soit pas membre de la famille impériale mandchoue, Roung Ling a reçu le titre de princesse de la commanderie (vi) alors qu'elle était dame de compagnie de l'impératrice douairière Cixi:268
.
Elle est également connue sous le nom de Yu Roon(g) Ling, notamment dans les œuvres de sa sœur Lizzie Yu Der Ling:267
. Elle est appelée Madame Dan Pao Tchao (ou la Générale Dan Pao Tchao) après son mariage avec le général Dan Pao Tchao ; et Princesse Shou Shan, un titre est apparu sur la couverture de sa novella historique de 1934 sur la concubine parfumée (en) (Hsiang Fei), que Sir Reginald Johnston a affirmé qu'elle n'avait jamais utilisé:xii
.

## Jeunesse

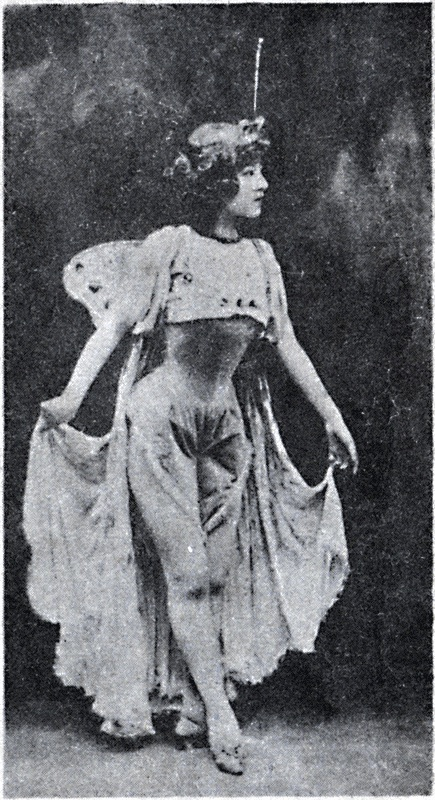
Roung Ling en robe papillon lors de sa représentation de Rose et Papillon à Paris, 1902.

La fille cadette de Yu Keng, diplomate de la dynastie Qing, et Louisa Pierson, fille d'un officier de marine américain. Comme ses frères et sœur Charles Yu Hsingling (en), John Yu Shuinling (en) et Lizzie Yu Der Ling, Roung Ling a reçu une éducation occidentale dans une école missionnaire américaine —alors une démarche presque inouïe parmi les hauts fonctionnaires mandchous— et parle couramment l'anglais. Le diplomate britannique Sir Robert Hart (en) les a décrits comme « une famille bruyante d'enfants anglophones, qui parlent couramment aussi le français et le japonais »:52
. Elle connaissait également bien la poésie, en particulier les œuvres d'Elizabeth Barrett Browning.
En 1895, le père de Roung Ling est nommé ministre au Japon, il y emmène ensuite sa famille. C'est au Japon qu'elle a découvert sa vocation pour la danse, où elle a donné une représentation impromptue d'une danse japonaise tsurukame (ja) (grue-tortue) qu'elle avait apprise d'un domestique, devant les dignitaires japonais réunis.
En 1899, Roung Ling part pour la France avec son père pour prendre son nouveau poste de ministre de la Troisième République française. À Paris, elle est nommée responsable des sœurs de l'ancien couvent du Sacré-Cœur situé au 77, rue de Varenne.

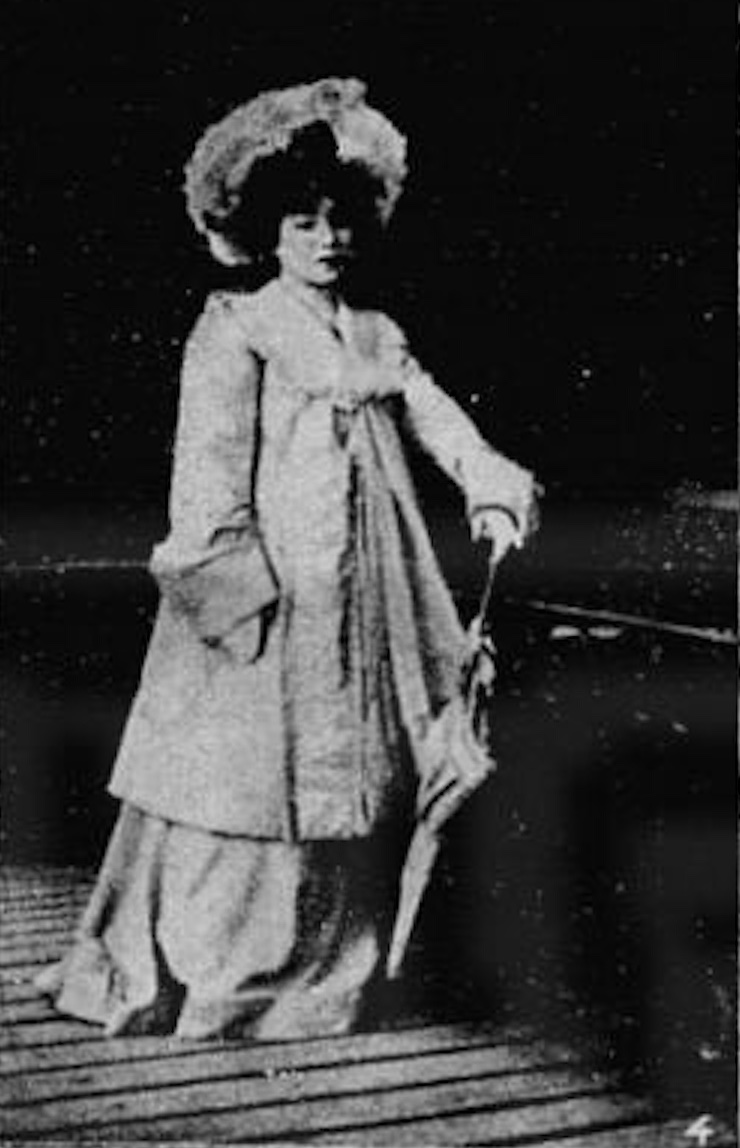
Roung Ling à Paris, 1902. L'empreinte de la culture occidentale qu'elle a reçue dans ces premières années la fait aujourd'hui, dans le costume parisien qu'elle porte fréquemment, être confondue avec une Française. — San Pedro Daily News

La famille Yu a rapidement adopté la mode parisienne, une couverture médiatique à l'époque rapportait que tous les enfants du ministre Yu Keng « portaient des costumes européens et suivaient les modes de près », et appelait Roung Ling « une charmante Chinoise qui est parisienne de tout sauf de nom ». The New York Times a écrit : « [Der Ling et Roung Ling] sont adorablement jolies, et elles s'habillent dans le style européen avec une finition et une habileté auxquelles s'ajoute quelque chose de charme oriental qui fait d'elles le point de mire de tous les regards lorsqu'elles entrent dans une salle de séjour. »
Les sœurs Yu menaient une vie cosmopolite à Paris, elles socialisaient, fréquentaient le théâtre et jouaient des pièces dans les fêtes de leurs parents. L'hebdomadaire Armée et Marine rapporte que les quatre enfants du ministre Yu Keng ont « supérieurement interprété » la comédie anglaise en trois actes, Sweet Lavender (en), lors d'une soirée organisée par leur père.

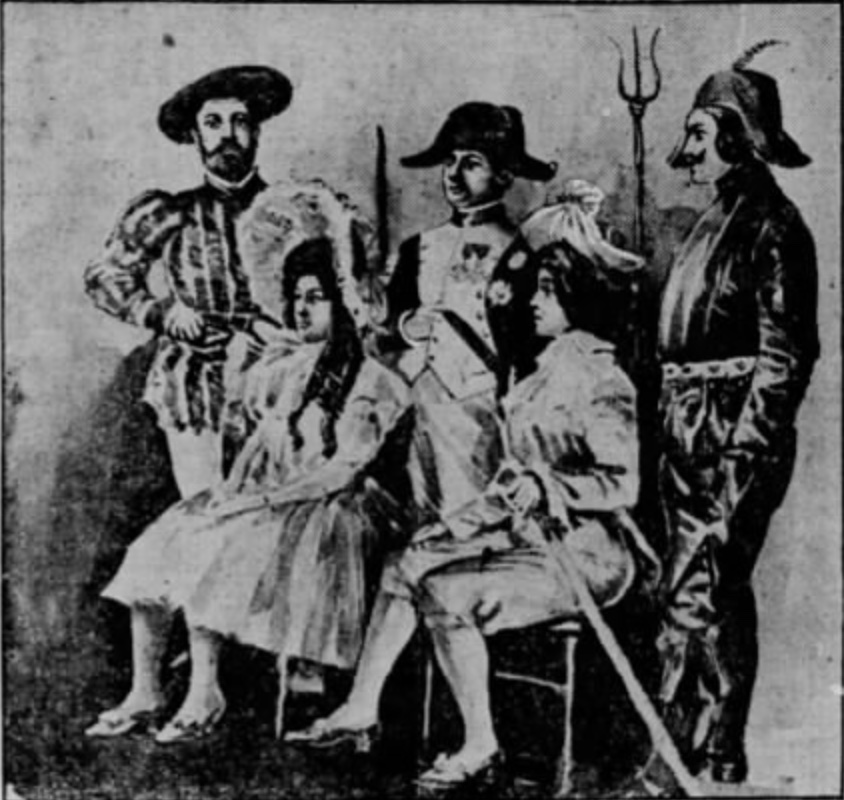
Les frères et sœurs Yu au bal costumé en 1901 ; de gauche : le commandant Armani en tant que François Ier, Lizzie Yu Der Ling en poupée dans le conte de fées, Charles Yu Hsingling en Napoléon, Nellie Yu Roung Ling en prince charmant et John Yu Shuinling en Pluton.

En mars 1901, les Yus ont organisé un bal costumé à l'ambassade de Chine pour célébrer le Nouvel An chinois, au cours duquel Roung Ling était costumée en prince charmant, ses frères et sœur Hsingling, Shuinling et Der Ling, étaient habillés respectivement en Napoléon, Pluton et poupée dans le conte de fées. Le Chicago Sunday Tribune a rapporté que « Lord Yu est particulièrement fier de sa famille européanisée ». Le couple Yu a donné à leurs filles une liberté sans précédent pour profiter de la danse de salon de style européen avec un contact corporel étroit avec des hommes étrangers. Leur mode de vie a provoqué l'indignation des autres fonctionnaires mandchous, la famille a été dénoncée au trône. Mais l'impératrice douairière aimait ce qu'ils faisaient et attendait leur retour avec impatience.
Après avoir assisté au couronnement d'Édouard VII et d'Alexandra, le prince Zaizhen (en) et son entourage ont été accueillis par la famille Yu à leur retour de Londres. Sir Liang Cheng (en) et le prince Zaizhen étaient tous deux très impressionnés par les sœurs Yu. Liang a rapporté à la cour que les deux filles « fascineraient tout à fait l'impératrice douairière si elles allaient à Pékin ». Les sœurs Yu aimaient aussi le prince Zaizhen, « immensément », comme se souvenait Der Ling, il était « très beau, bien éduqué, et ses goûts étaient les mêmes que les nôtres en beaucoup de choses »:114
. Elle a ajouté que même si elle et le prince étaient enclins à se quereller, Zaizhen a fait la cour à sa sœur plus douce et plus jolie. Liang Cheng s'est également retrouvé attiré par Roung Ling:114
, les deux avaient été fiancés au moins dès janvier 1903, mais pour une raison inconnue, ils ne se sont jamais mariés,.
Pendant son séjour à Paris, en plus d'étudier le théâtre avec Sarah Bernhardt, Roung Ling a également eu l'opportunité d'étudier la danse moderne avec Isadora Duncan. Pour cette dernière, elle a improvisé quelques pas de danse lors de leur première rencontre, Duncan a été profondément impressionnée par son talent et a décidé de lui enseigner gratuitement:166–167
; elle devient ainsi l'une des premières chinoises à apprendre la chorégraphie occidentale:267
. En 1902, elle a joué le rôle d'une fille papillon inspirée de Loïe Fuller dans Rose et Papillon, et a également dansé dans la Danse grecque, dans lesquelles elle a été bien accueillie par le public:268
. La même année, les Yus traversent l'Espagne, l'Allemagne, l'Italie et la Russie avant de revenir en Chine en janvier 1903.

## Dame de compagnie

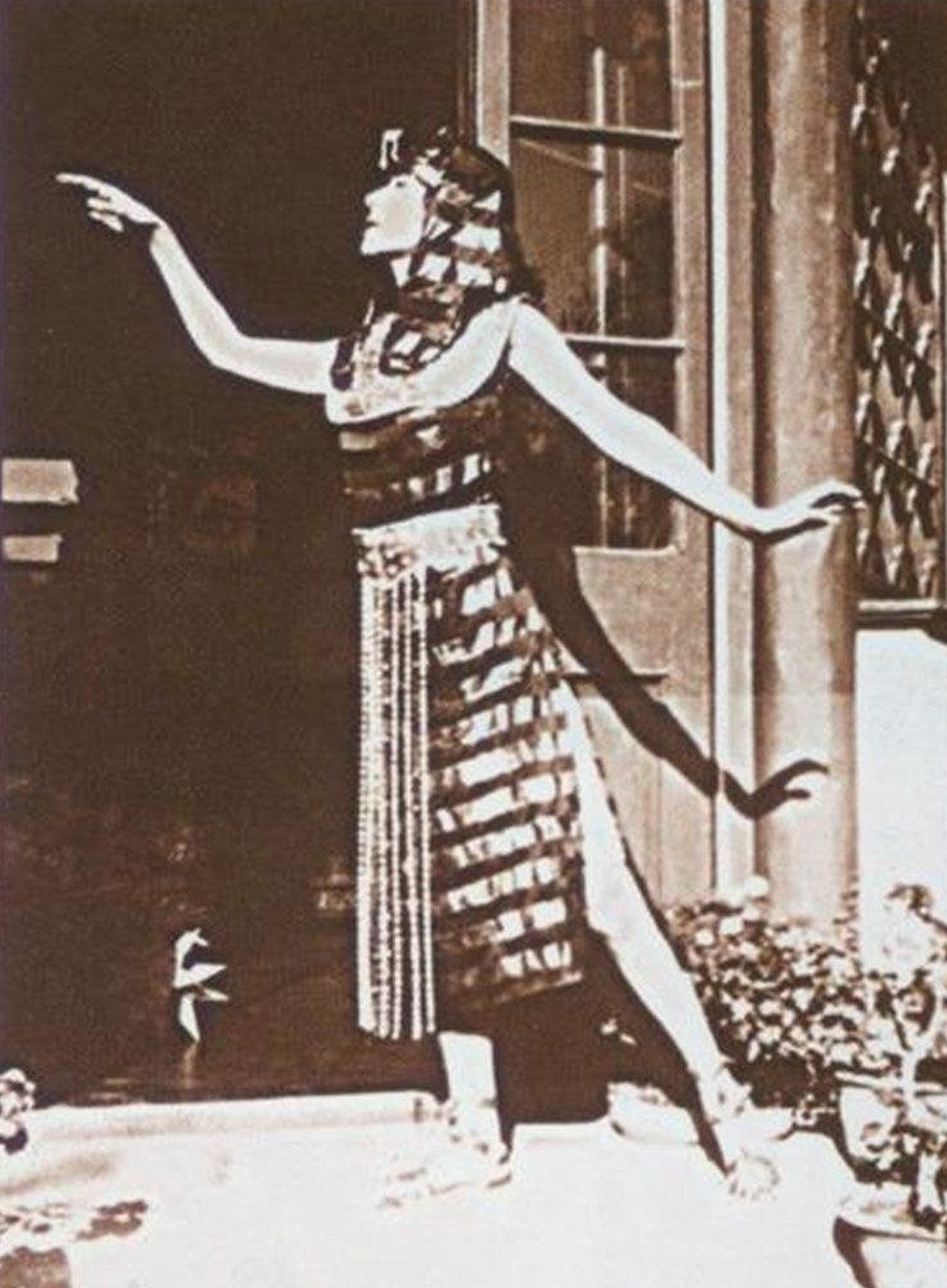
Roung Ling en costume de style égyptien antique pour son interprétation de la Danse grecque au palais d'Été.

Peu après son retour en Chine, en 1903, Roung Ling a été installée comme l'une des dames de compagnie de l'impératrice douairière Cixi, avec sa sœur Der Ling. Pendant son séjour à la cour, elle a étudié la danse traditionnelle chinoise et l'a intégrée à des éléments occidentaux à sa manière pour créer un style unique. Elle a développé à partir de cette combinaison une série de styles de danse d'esthétique orientale avec des techniques occidentales connues sous le nom de « danse du bodhisattva », « danse du ruyi », « danse de l'épée », « danse de l'éventail » et « danse de la fée du lotus ». Elle a également introduit la danse occidentale à la cour impériale, elle a interprété la Danse grecque au palais d'Été en 1904, et une danse espagnole (es) à la veille de la fête des bateaux-dragons:268
.
Elle a eu une relation amoureuse avec l'empereur Guangxu, mais probablement en secret à cause des informateurs de l'impératrice douairière. L'écrivain français Marc Chadourne l'appelait la « Sainte-Hélène » de l'empereur ; des années plus tard, elle raconta à Chadourne avec mélancolie, que l'empereur lui avait proposé d'être sa concubine.
Roung Ling a temporairement déménagé à Shanghai en 1905 en raison de la maladie de son père:268
. En 1908, elle quitte la cour après la mort de l'impératrice douairière. « C'est amusant de penser à ces jours », elle se souvient près de vingt ans plus tard, en 1926, « j'étais si jeune et si petite que je ne pouvais pas porter la belle et élaborée coiffe mandchoue et sans elle le costume de cour n'était pas complet ; alors ils m'ont habillée avec des vêtements de garçon. J'étais contente parce qu'ils étaient tellement plus confortables à porter, mais il fallait quand même plus d'une heure chaque matin pour me coiffer. Nous avons dû nous lever tôt, toujours à six heures ou sept heures et demie pour être prêts à se rendre dans la chambre de l'impératrice pour lui souhaiter le ‹ bonjour ›. [...] J'allais toujours en audience avec l'impératrice. C'était assez long à parcourir dans le palais; mais c'était facile pour moi dans mes habits de garçon de me déplacer. J'avais l'habitude de me tenir debout ou de m'asseoir par terre derrière un paravent où je pouvais tout entendre, mais bien sûr j'étais trop jeune pour comprendre une grande partie de ce qui se disait. »

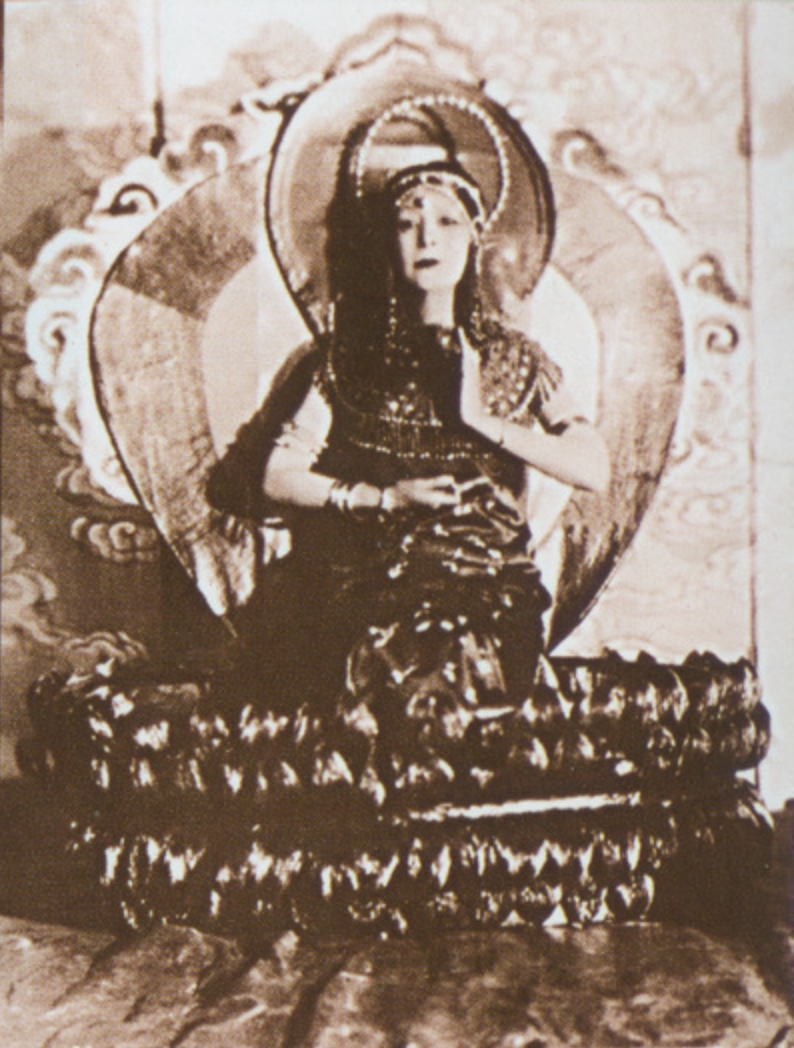
Danse du bodhisattva
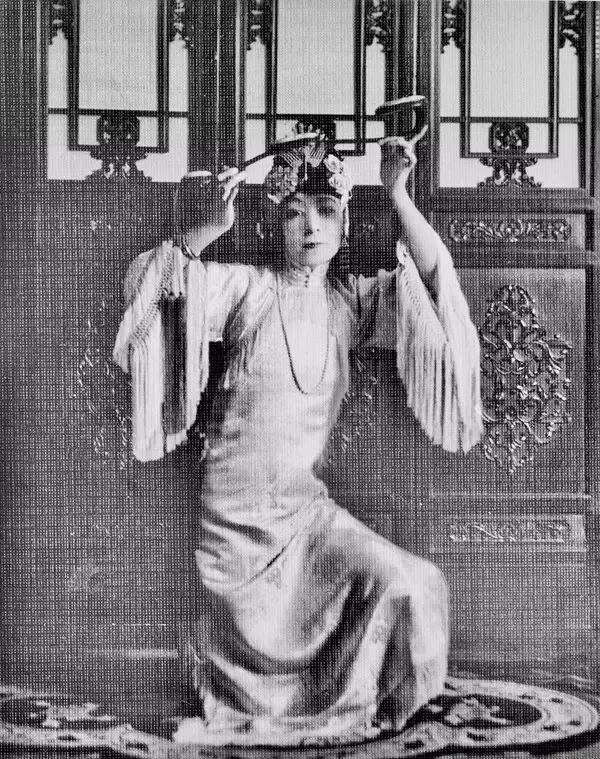
Danse du ruyi
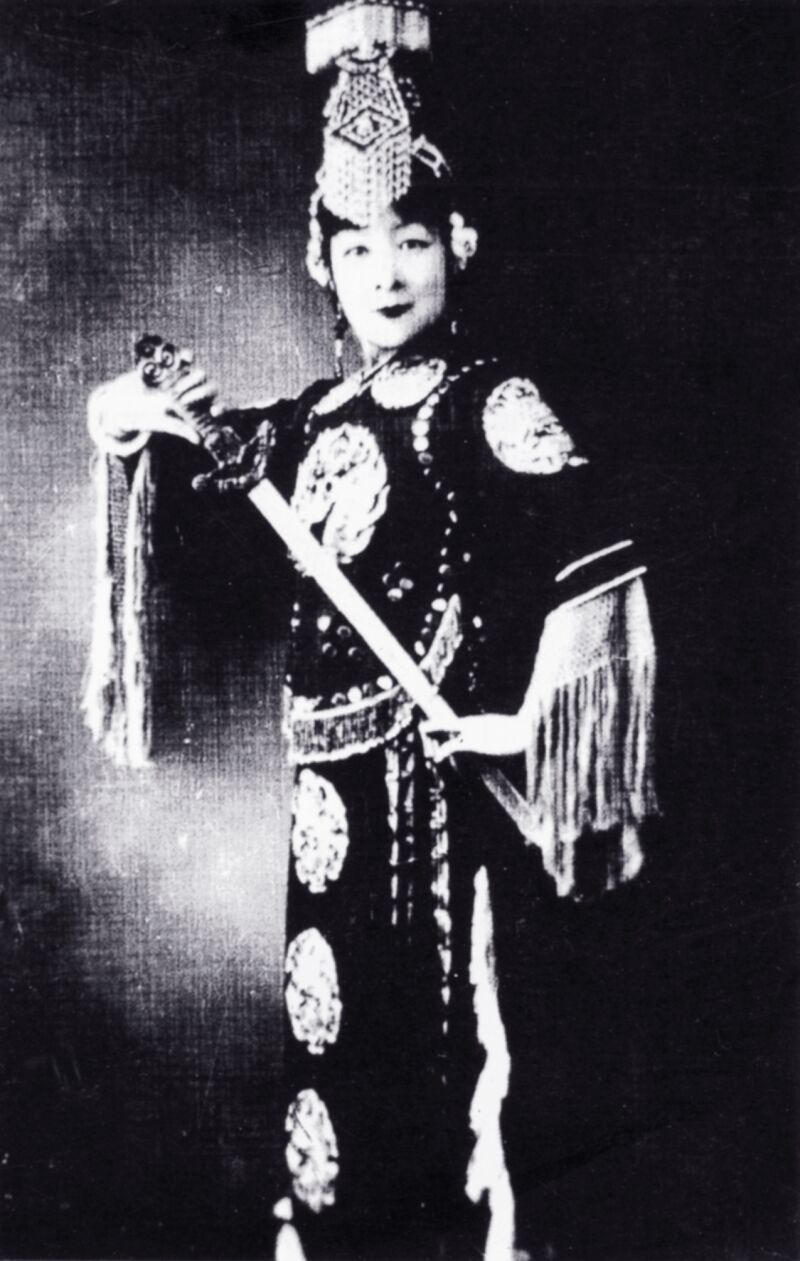
Danse de l'épée
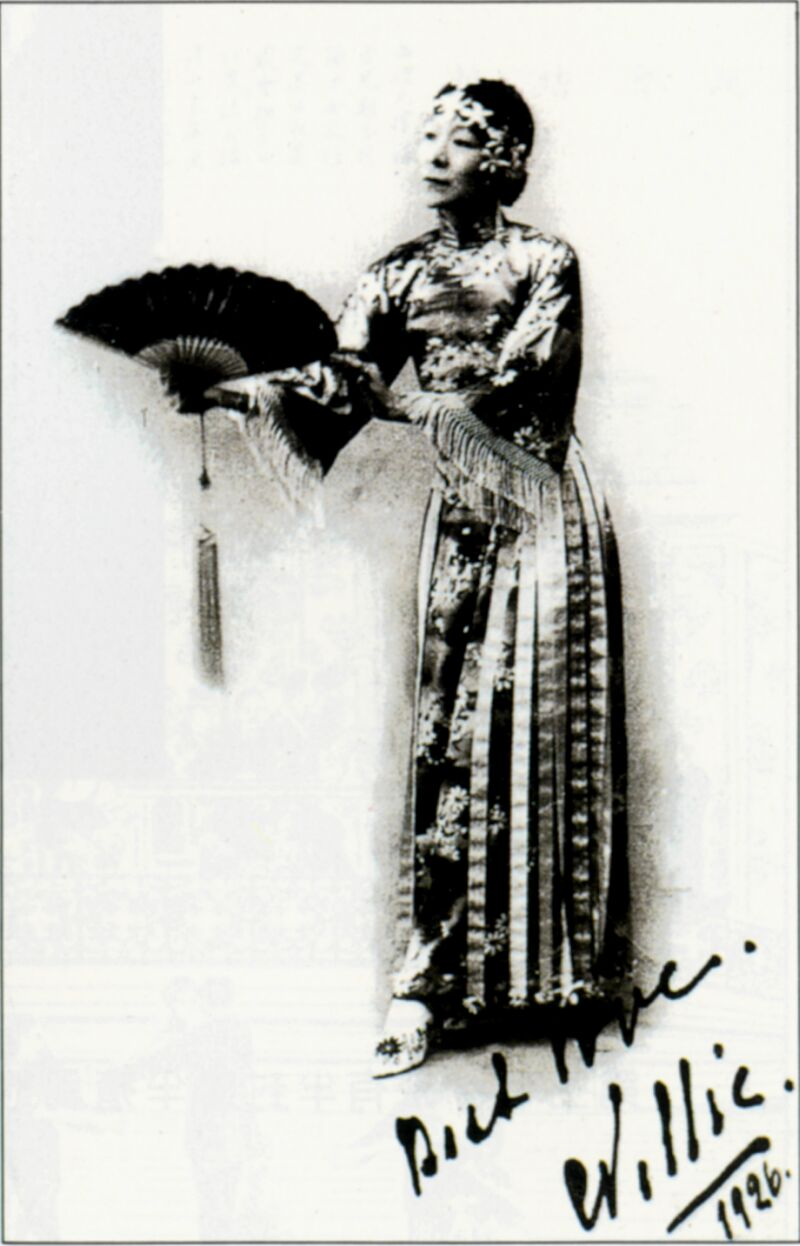
Danse de l'éventail
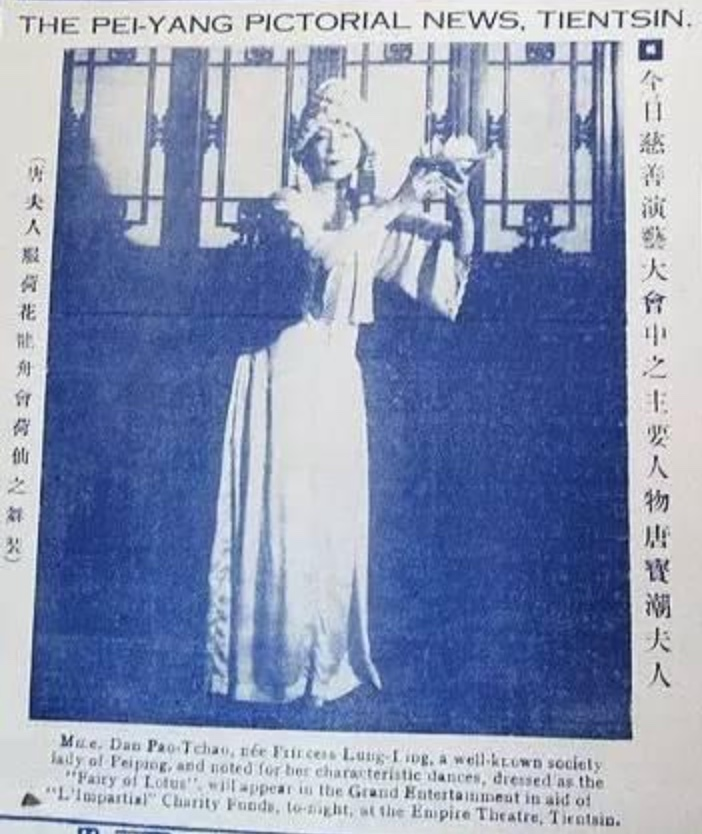
Danse de la fée du lotus

## Vie postérieure

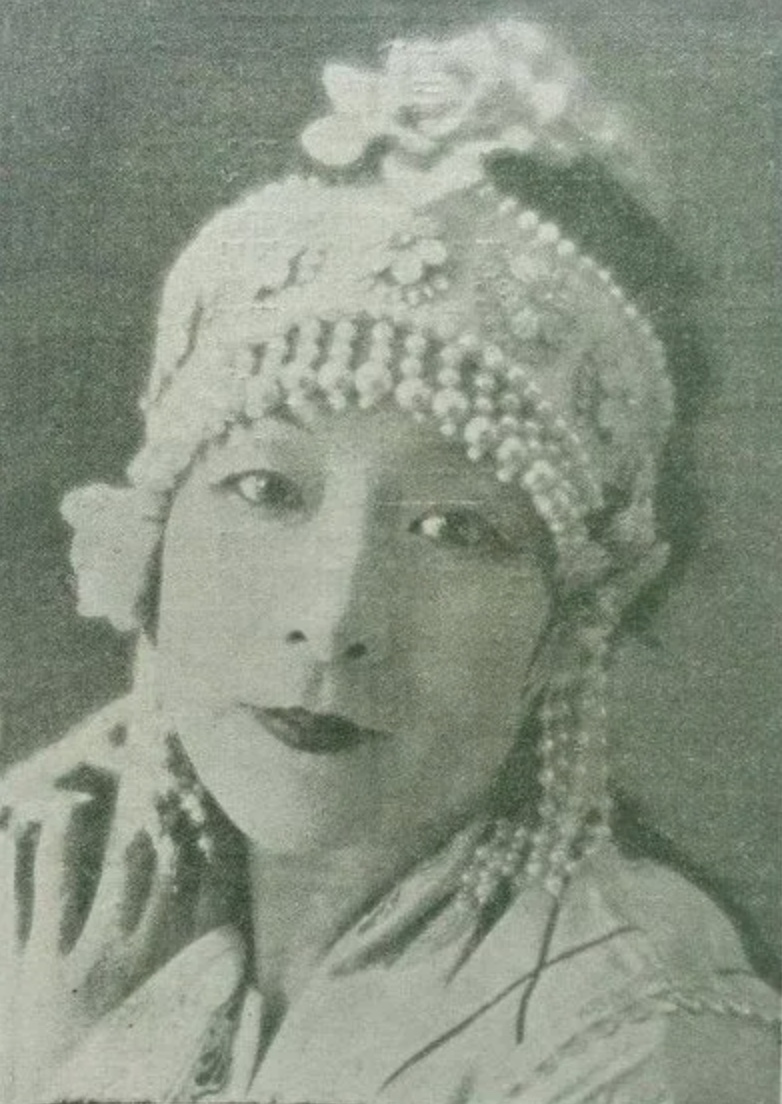
Roung Ling dans les années 1920

Peu de temps après la chute de l'Empire Qing, en 1912, Roung Ling avait épousé Dan Pao Tchao (1887–1958), élève de l'École spéciale militaire de Saint-Cyr, et conseiller au cabinet du président républicain avec le rang de général. Ce fut un mariage heureux, cependant, elle entretenait probablement une relation secrète avec Saint-John Perse, qui fut secrétaire de l'ambassade de France à Pékin de 1916 à 1921. Quelques années plus tard, elle confia à Hélène Hoppenot que Perse ne l'a jamais aimée, mais qu'elle lui fut utile pour obtenir des informations de la haute société de la république.
À l'époque républicaine (1912–1949), elle est nommée maîtresse de cérémonie du président Li Yuan-hung et le couple jouit d'une position de premier plan dans la haute société pékinoise,. Au cours des années 1920, elle organise des représentations caritatives et participe à de nombreux autres événements caritatifs. En 1921, elle a prononcé un discours en anglais sur sa vie à la cour impériale mandchoue à l'église congrégationaliste de Teng Shih K'ou (en), au profit du fonds caritatif de l'« école pour enfants pauvres ».
L'écrivaine américaine Grace Gallatin Seton Thompson (en) a rencontré Roung Ling lors d'une audience publique avec le président Li Yuan-hung. « L'événement était organisé par Madame Dan, maîtresse de cérémonie du président. Elle est également l'interlocutrice de la Première dame auprès des cercles diplomatiques à Pékin », Thompson a écrit dans son livre Chinese Lanterns, « elle combine habilement l'élégance de l'Occident et la noblesse de l'Orient, formant un charme au-delà de l'imagination. [...] Mais, ce ne sont pas tous les facteurs qui font sa personnalité. Le ‹ secret › réside dans sa féminité de l'intérieur, dans un cœur chaleureux et aimant. Ces rituels fastidieux lui occupent en fait très peu de temps. Elle a consacré sa vie à la charité, ce qui est presque devenu une habitude. »
En plus des activités caritatives, Roung Ling est impliquée dans des projets d'enseignement de l'anglais et des programmes de stylisme. Elle a également fondé la première société de recherche sur la conception de vêtements féminins en Chine. Son opinion sur l'évolution de la mode féminine en Chine contredit un article de Vogue de 1933 —« Sometimes the Twain Do Meet »— qui soutient la conviction que l'influence occidentale était la source du changement en Chine, déclarant que « la mode chinoise a été complètement transformée par l'influence mandchoue qui substitua la robe longue à la blouse tunique à l'ancienne. Cette robe doit être longue et droite et avoir un col raide et haut ». Elle a évoqué l'opposition du « Mouvement de la nouvelle vie » aux femmes chinoises vêtues qui semblaient trop occidentales ou flamboyantes pour affirmer que la mode occidentale n'avait pas encore été pleinement acceptée à ce moment-là. Elle a également agi en tant qu'hôtesse pour une exposition de textiles et de robes excavés intitulée L'Invitation de Marco Polo. L'écrivain britannique Harold Acton reconnaît le rôle culturel central de Roung Ling dans la nouvelle république dans son livre Memoirs of an Aesthete.

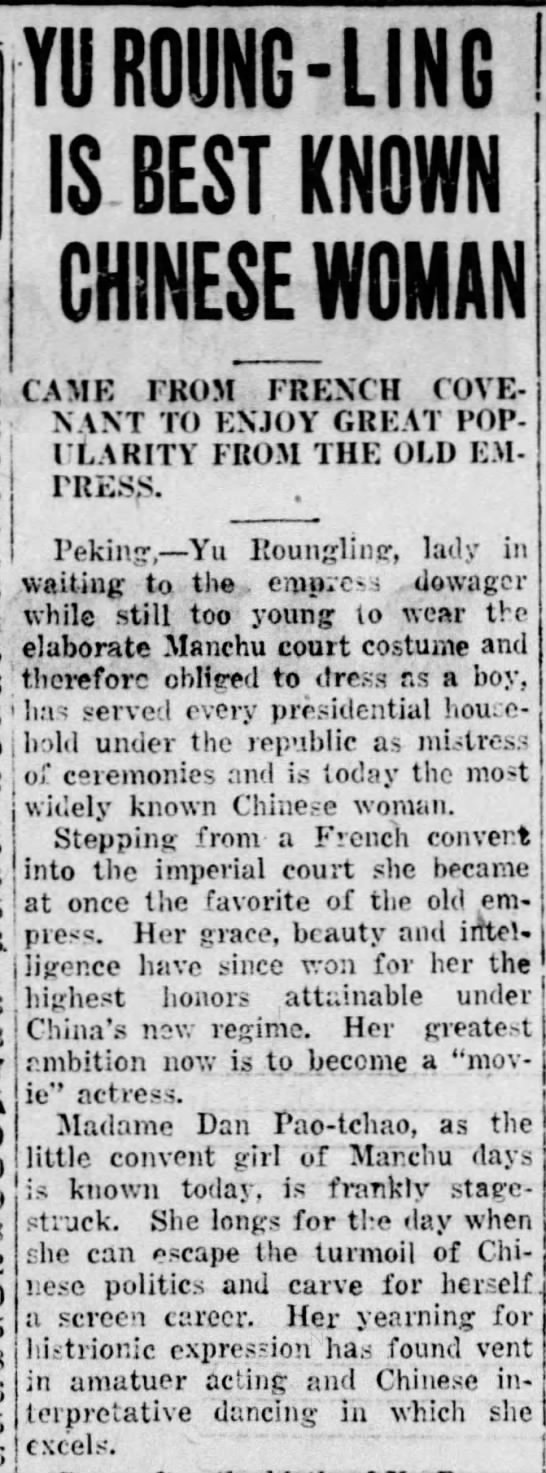
Madame Dan Pao-tchao, comme on appelle aujourd'hui la petite fille du couvent de l'époque mandchoue, est franchement fascinée par le monde de l'interprétation dramatique. — The Daily Tribune, 23 mars 1926

Elle a exprimé son désir de devenir actrice de cinéma au milieu des années 1920, mais son rêve ne s'est pas réalisé.
En 1926, le diplomate américain John Van Antwerp MacMurray (en) a tourné une séquence de trois minutes de Roung Ling interprétant une danse de l'épée devant le Temple du Ciel.
En 1930, elle publie en anglais une novella historique sur la concubine parfumée (en) de l'empereur Qianlong intitulée Hsiang Fei : A Love Story of the Emperor Ch’ien Lung. Une deuxième édition est sortie en 1934. En 1936, elle écrit une préface pour la traduction chinoise de l'Imperial Incense de Der Ling, à l'invitation de son traducteur Chin Shou-ou (zh):268
. En 1937, elle interprète une danse américaine à la foire caritative de Peiping.
Après la prise de contrôle de la Chine par les communistes en 1949, Roung Ling et son mari ont réussi par diverses stratégies à négocier leur survie pendant les premières années du régime de Mao. Après une interview en avril 1957, le photojournaliste Zhang Zudao a donné une description de sa première impression de Roung Ling qui a jeté un peu de lumière sur sa vie postérieure : « Elle a un visage bien défini, sans rides sauf sur son front. Yeux brillants, peau claire, elle est bien proportionnée, de taille moyenne, avec une coupe de cheveux soignée avec les deux côtés bien rangés derrière les oreilles. Une fine couche de poudre et de rouge à lèvres, une robe moulante en velours noir de style chinois avec des boutons brillants en argent antique, la rendant élégante, en particulier dans une société ‹ ouvrierisée, paysanisée et soldatisée › où les cheveux courts monotones pour tous les hommes, les doubles tresses pour toutes les femmes et l'uniforme gris bleuâtre pour tout le monde. »
Ses mémoires Qinggong suoji (清宮瑣記, litt. « Des souvenirs fragmentaires des palais des Qing », ou plus idiomatiquement, « Mémoires de ma vie à la cour impériale mandchoue ») sont parus en 1957, racontant sa vie à la cour impériale. Bien qu'il soit un best-seller au moment de sa publication, l'ouvrage a ensuite été sévèrement critiqué pour sa « propagande des Quatre Vieilleries ».
Au plus fort du mouvement d'épuration sociopolitique de la révolution culturelle (1966–1976), étiquetée comme un symbole du « féodalité, de la bourgeoisie et du révisionnisme » en raison de ses premières années en France et à la cour impériale, et du statut social qu'elle occupait pendant l'époque républicaine, elle a été traînée hors de sa résidence et, symboliquement, ses deux jambes ont été cassées par un groupe de gardes rouges. Elle a dû vivre dans un bungalow délabré à cause de l'occupation forcée de sa résidence par le comité de résidents (en). Selon les enfants de ses amis de toujours, malgré une paire de jambes cassées et les conditions de vie, son calme et son sens de l'humour sont restés intacts. Chaque fois qu'ils lui rendaient visite, elle parlait de ces histoires drôles de sa jeunesse, et la jeune génération éclatait de rire. Elle est décédée d'une infection pulmonaire au Premier Hôpital de l'Université de Pékin, en 1973.
Le couple Dan n'avait pas d'enfants, mais a laissé une fille adoptive, Lydia Dan (1915–2002 ; la future Lydia na Ranong), dont le père biologique est Wang Tseng Sze (1890–1944), premier secrétaire de la légation chinoise à Paris dans les années 1920. Lydia a épousé Chok na Ranong et est devenue une confidente de la famille royale de Bangkok. Elle avait étudié la science politique au Radcliffe College depuis 1941, puis à l'université Harvard de 1942 à 1944.

## Ouvrages
- Hsiang Fei: A Love Story of the Emperor Ch’ien Lung, Peiping, The Yu Lien Press, 1930 (deuxième édition 1934; préface de Hardy Jowett)
- Qinggong suoji (清宮瑣記, traduction idiomatique : « Mémoires de ma vie à la cour impériale mandchoue »), Pékin, Beijing Publishing House, 1957

## Dans la culture populaire
- La vie des sœurs Yu à la cour impériale a été dramatisée dans la série télévisée de 2006, Princesse Der Ling (en), dans laquelle Roung Ling est interprétée par Sun Yifei.